# Piscinas de Marés de Leça da Palmeira
As Piscinas de Marés de Leça da Palmeira é um conjunto de piscinas localizadas na Praia de Leça, na Freguesia de Matosinhos e Leça da Palmeira, Município de Matosinhos, Distrito do Porto, em Portugal.
Construído na década de 1960 e inaugurado em 1966, foi desenhado pelo arquiteto Álvaro Siza Vieira. Tem cerca de 25 metros de comprimento.
As Piscinas de Marés de Leça da Palmeira estão classificadas como Monumento Nacional desde 2011.

## Reconhecimento
A Piscina das Marés é o único edifício português incluído no livro "Cem edifícios do século XX". Foi classificada em 73.º lugar da lista e é o único edifício de um arquiteto português a integrar a publicação coordenada por Thom Mayne. O edifício foi escolhido por 23 dos 50 arquitetos auscultados, incluindo Tadao Ando, Zaha Hadid e Kazuo Sejima, todos vencedores do Prémio Pritzker. O livro é considerado um novo cânone da arquitetura mundial do século XX e integra nomes como Le Corbusier e Mies van der Rohe.